# Karim El Oualadi
Karim El Ouahabi, né le 23 septembre 1994 à Fès, est un footballeur marocain évoluant au poste de défenseur au MC Oujda.

## Biographie
Le 1er août 2013, il signe son premier contrat professionnel au Maghreb de Fès. Le 6 décembre 2013, il dispute son premier match professionnel face à l'Olympique de Safi (match nul, 1-1). Le 23 mai 2015, il marque son premier but à l'occasion d'un match de championnat contre le KAC de Kénitra (victoire, 2-1). Il remporte en 2016 la Coupe du Maroc. Le 3 janvier 2019, il signe un contrat de deux saisons au JS Massira en D2 marocaine.
Le 1er septembre 2019, il signe un contrat de deux saisons au Maghreb de Fès. A l'occasion de sa première saison, il remporte le championnat de la D2 marocaine. Il signe ensuite au Youssoufia Berrechid pour la durée d'une saison. Le 17 septembre 2021, il dispute son premier match avec le Youssoufia Berrechid face au FUS de Rabat (match nul, 1-1). 
Le 31 janvier 2022, il signe un contrat de trois saisons au MC Oujda pour un montant libre. Le 20 février 2022, il dispute son premier match en championnat avec le Mouloudia d'Oujda face à l'Olympique de Safi (victoire, 3-1).

## Palmarès
- Coupe du Maroc en 2016 avec le Maghreb de Fès.
- Champion de la Botola 2 en 2020 avec le Maghreb de Fès.